# Dale Walters
Dale Walters  (ur. 27 września 1963 w Port Alice) – kanadyjski bokser kategorii koguciej, brązowy medalista letnich igrzysk olimpijskich w Los Angeles.

## Kariera zawodowa
W 1985 roku podpisał zawodowy kontrakt. W 1986 roku przegrał przez techniczny nokaut z Tonym Pepem w 10 rundzie. W 5 walkach odniósł 4 zwycięstwa i 1 porażkę.